# La Codina (Taradell)
La Codina és una masia de Taradell (Osona) inclosa a l'Inventari del Patrimoni Arquitectònic de Catalunya.

## Descripció
Masia de planta quadrada (12x12 m), coberta a dues vessants amb el carener perpendicular a la façana orientada al SE. Està construïda sobre la roca viva seguint els beis de la roca en direcció SE. Consta de planta baixa, primer pis i petites golfes. La façana presenta un gran portal adovellat, dues finestres amb els ampits motllurats i un porxo a la meitat dreta. A davant hi ha la lliça amb uns cossos de planta que la tanquen. A la part NE hi ha diverses espieres, una protegida per un llangardaix i finestres amb ampit, mentre al SW hi ha obertures de les mateixes característiques. Al NW hi ha un cobert de construcció recent, de planta i cobert a una vessant i finestres una de les quals és tapiada. L'edificació és proporcionada, amb els elements distribuïts simètricament. S'ha restaurat per a ésser destinada a segona residència.

### Pou
Coll de pou de planta circular de 2,5 m d'alçada, cobert a una sola vessant amb lloses de gres. La boca està encarada a tramuntana i formada per dues grans lloses, una per posar la galleda i l'altra que li fa de davantal. A la part contrària al portal hi ha l'antiga bassa que arreplega l'aigua, a uns 20 m en direcció sud-est de la casa.
És construït amb pedra basta unida amb morter de fang. L'estat de conservació és bo. Restaurada.
Petita cabana d'era assentada directament sobre la "Codina" o roca viva, és de planta rectangular, coberta a dues vessants amb el carener perpendicular a la façana orientada vers llevant.
La façana no té mur de tancament, cal remarcar el cavall de roure sota el carener que és balcat i sosté el teulat. La resta dels murs són cecs.
L'estat de conservació és mitjà, se suposa que amb les obres de restauració es consolidarà la cabana.

## Història
El mas la Codina ja existeix abans del 1325 els seus habitants moriren durant la pesta negra del 1348 i passà a habitar-la un fadristern de la propera masia de la Llagostera de Dalt. El topònim "La Codina" vol dir roca llisa a flor de terra.